# James T. Callender
James Thomson Callender (* 1758 in Schottland; † 17. Juli 1803 in Richmond, Virginia) war ein in Großbritannien und in den Vereinigten Staaten tätiger, umstrittener politischer Pamphletist und Journalist. Er war eine Zentralfigur in den medialen Auseinandersetzungen zwischen der Federalist Party und deren Gegnern von der Demokratisch-Republikanischen Partei.
Der subalterne öffentliche Angestellte im Edinburgher Sasine-Amt (einem Register für feudale Vermögensübertragungen) publizierte satirische Schriften gegen Samuel Johnson, (Deformities of Samuel Johnson) und Pamphlete gegen die politische Korruption. Callenders Schriften waren geprägt von radikal demokratischem Egalitarismus, schottischem Nationalismus und  einer pessimistischen Sicht der menschlichen Natur und des Fortschritts. Er war ein Bewunderer von Jonathan Swift.
1791 schrieb Callender ein Pamphlet gegen die Biersteuer, das durch deren Gegner aus der Brauereiwirtschaft finanziert wurde. 1792 publizierte er anonym den kritischen Traktat The Political Progress of Britain und flüchtete in der Folge über Irland in die Vereinigten Staaten. In Philadelphia betätigte sich Callender als Kongressberichterstatter, Ghostwriter und freier Journalist. Seine politische Haltung war die eines linken Republikaners, er agitierte für ein progressives Steuersystem zugunsten der Armen, für ökonomische Unabhängigkeit gegenüber Europa und für die Förderung der heimischen gewerblichen Produktion. Damit geriet er in Gegensatz zu den Federalists und zu den konservativeren und am Agrarexport interessierten Repräsentanten der Demokratisch-Republikanischen Partei.

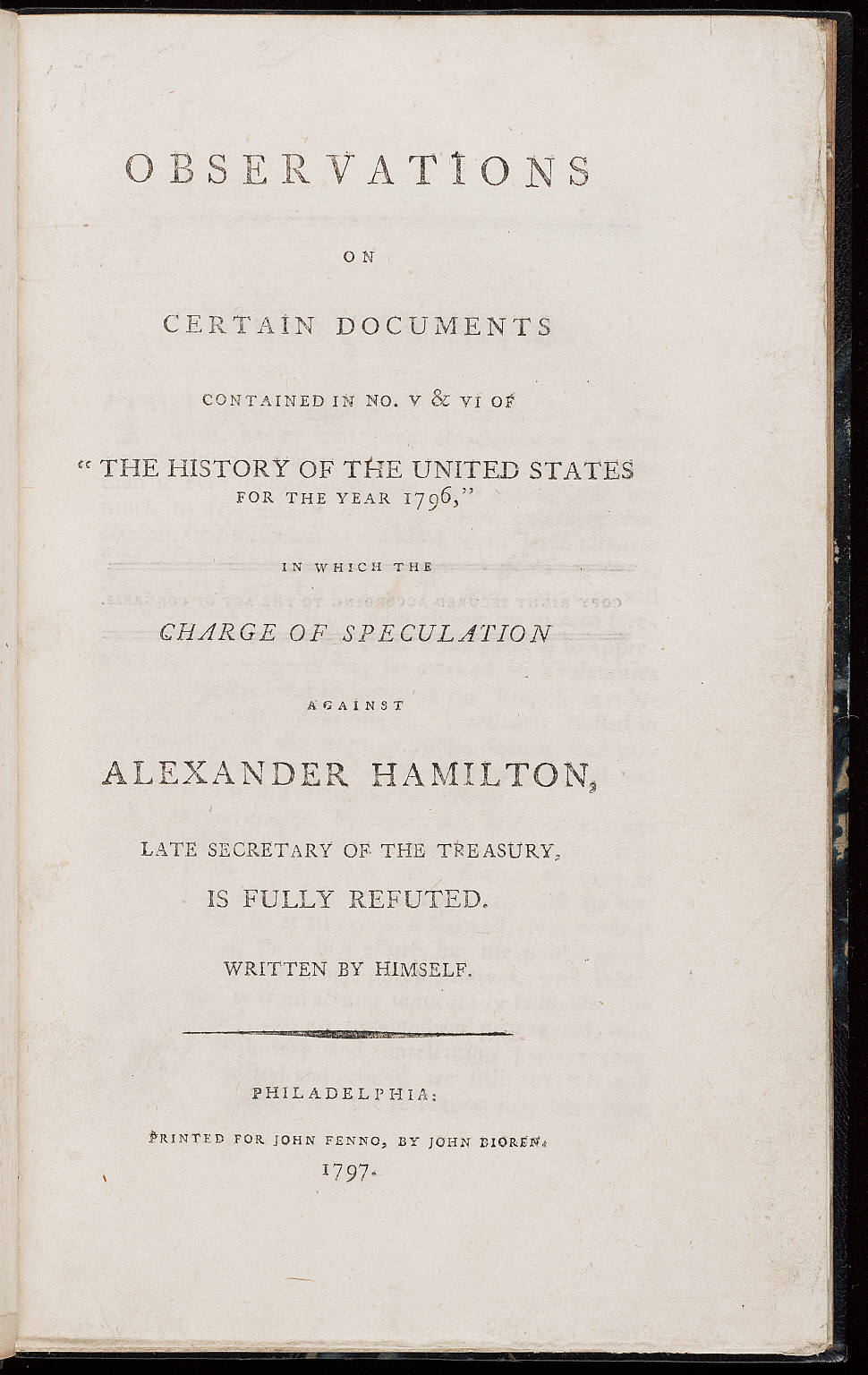
Title page, Observations of certain documents contained in no. V & VI of 'The history of the United States for the year 1796,' in which the charge of speculation against Alexander Hamilton, late secretary of the Treasury, is fully refuted. Written by himself. Titelseite von Callenders Pamphlet gegen Hamilton aus 1797

Callenders Schriften attackierten die Federalists mit Sachargumenten, aber auch persönlich.
In  History of 1796 warf er Alexander Hamilton die Beziehung zu einer verheirateten Frau, Maria Reynolds, aber auch finanzielle Korruption vor, 1797 setzte er mit Sketches of the History of America nach Hamilton gab den Ehebruch zu, dementierte allerdings die Korruptionsvorwürfe. Hamilton übte in der Folge bis zu seinem frühen Tod kein politisches Amt mehr aus.
Ungeachtet dieses publizistischen Erfolges blieb Callenders persönliche Lage prekär. 1798 musste er um Armenunterstützung ansuchen und seine Frau starb am Gelbfieber. Der konkurrierende Journalist Wiliam Cobbett hatte Callenders Autorschaft an den anonym erschienenen Pamphleten gegen Hamilton aufgedeckt. Callender flüchtete unter Zurücklassung seiner Kinder nach Richmond. Dort interessierte sich Thomas Jefferson für den streitbaren Pamphletisten und versuchte, ihn gegen John Adams einzusetzen. In Virginia stellte Callender The Prospect Before Us fertig, eine Attacke auf die politische Korruption der Adams-Administration. Im Juni 1800 wurde er deshalb wegen Aufruhrs nach dem Sedition Act verfolgt und musste bis zum letzten Tag der Präsidentschaft von Adams ins Gefängnis. Im März 1801 wurde Callender vom nunmehrigen Präsidenten Thomas Jefferson begnadigt. Callender verlangte allerdings vom neuen Präsidenten auch die Position  des Postmeisters von Richmond und warnte vor Konsequenzen, sollte dies nicht geschehen. Jefferson verweigerte den Posten, worauf Callender Redakteur einer Zeitung der Federalists wurde, des Richmond Recorder. Als solcher legte er Jeffersons Finanzierung seiner eigenen Pamphletistentätigkeit offen und veröffentlichte auch die Tatsache, dass Jefferson mit seiner Sklavin Sally Hemings mehrere Kinder hatte. Die entsprechenden Artikel waren äußerst rassistisch formuliert, obwohl sich Callender nach seiner Ankunft in den USA zunächst gegen die Sklaverei ausgesprochen hatte.
Callenders Aggressivität in alle Richtungen hatte ihre Folgen: Im Dezember 1802 attackierte ihn einer seiner früheren Anwälte, George Hay, mit einem Spazierstock. Am 17. Juli 1803 ertrank der angeblich volltrunkene Callender in dem nur etwa einen Meter tiefen Wasser des James River.